# Saropogon vestitus
Saropogon vestitus är en tvåvingeart som först beskrevs av Christian Rudolph Wilhelm Wiedemann 1828.  Saropogon vestitus ingår i släktet Saropogon och familjen rovflugor. Inga underarter finns listade i Catalogue of Life.